# فرانسوا پرسون
فرانسوا پرسون (انگلیسی: François Person; ۲۳ مهٔ ۱۹۲۲ – ۲۴ مارس ۱۹۸۰) دوچرخه‌سوار اهل فرانسه بود.